# Porcellio sardiniae
Porcellio sardiniae är en kräftdjursart som beskrevs av Arcangeli1932. Porcellio sardiniae ingår i släktet Porcellio och familjen Porcellionidae. Inga underarter finns listade i Catalogue of Life.